# Champion des champions de snooker 2020

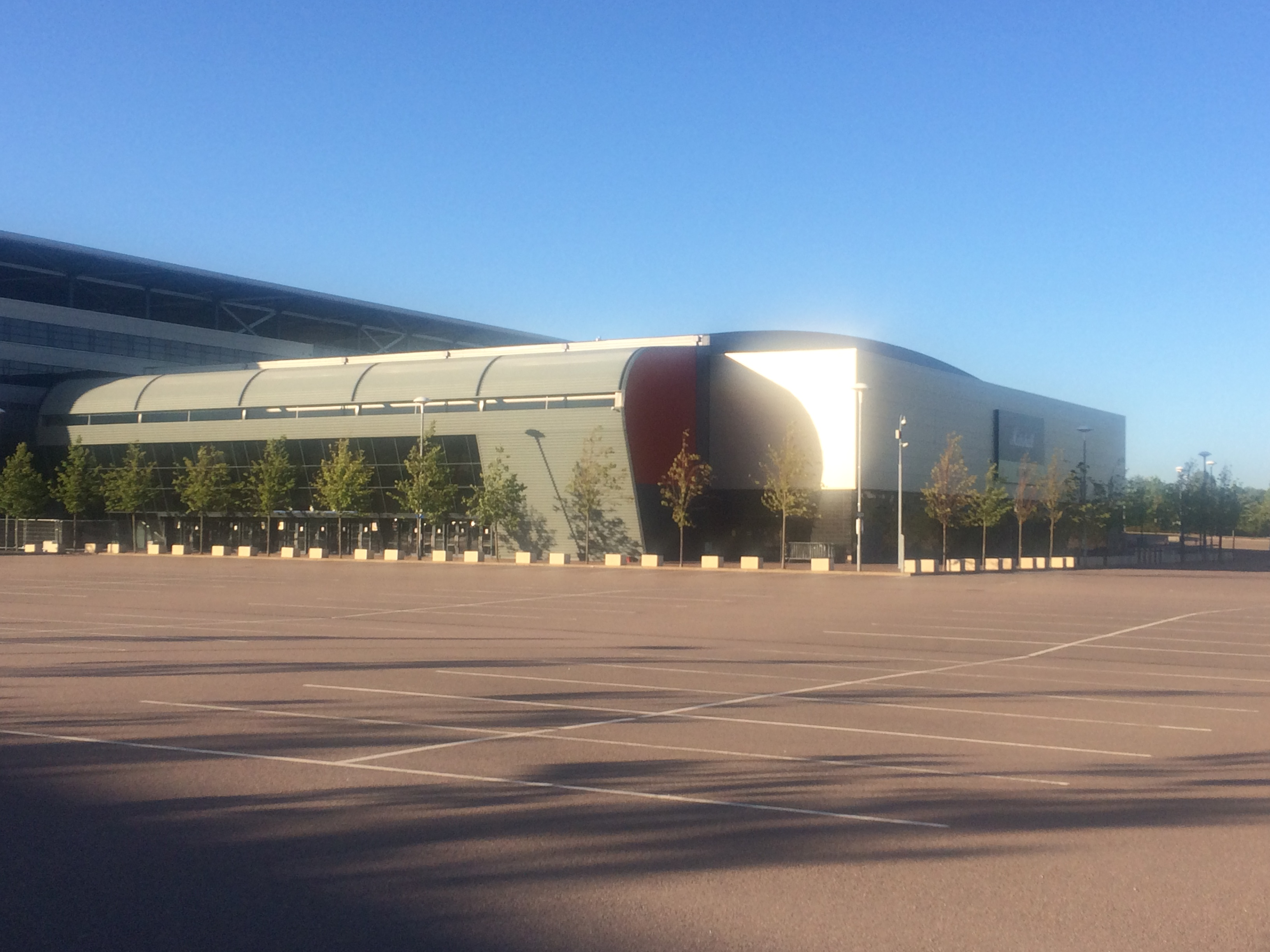
Marshall Arena de Milton Keynes

Le Champion des champions 2020 est un tournoi de snooker professionnel appartenant à la catégorie non-classée. Il a lieu du 2 au 8 novembre 2020 à la Marshall Arena de Milton Keynes en Angleterre.

## Déroulement

### Contexte avant le tournoi
Le tournoi rassemble 16 participants parmi lesquels les vainqueurs des tournois les plus importants qui ont été joués depuis la dernière édition en 2019, mais aussi deux joueurs invités en fonction de leur classement mondial avant le début du tournoi et le finaliste du dernier championnat du monde.
Neil Robertson est le tenant du titre.

### Faits marquants
Le champion sortant s'incline en finale contre Mark Allen 10 frames à 6. Le Nord-Irlandais soulève ce trophée pour la première fois, après avoir écarté le champion du monde, le n°1 mondial puis le tenant du titre.
Lors de son match contre David Gilbert, Judd Trump a réalisé cinq centuries, égalant ainsi le record détenu par Fergal O'Brien pour une rencontre au meilleur des 11 manches.

## Dotation
La répartition des prix est la suivante :
- Vainqueur : 150 000 £
- Finaliste : 60 000 £
- Demi-finalistes : 30 000 £
- Finalistes du groupe : 17 500 £
- Demi-finalistes du groupe : 12 500 £

Dotation totale : 440 000 £

## Joueurs qualifiés
Les joueurs qualifiés pour l'épreuve sont :
- les vainqueurs des 17 tournois classés qui ont été joués depuis le champion des champions 2019,
- le vainqueur des Masters 2020,
- le tenant du titre,
- le vainqueur du championnat du monde seniors 2020,
- le finaliste du championnat du monde 2020.

Trois joueurs se voient octroyer une wild card : Mark Allen, le no 5 mondial après le Masters d'Europe 2020, John Higgins, le no 8 mondial après l'Open d'Angleterre 2020 et David Gilbert, le no 11 mondial après l'Épreuve 3 du Championnat de la ligue 2020.
| Tournoi                                              | Date de la finale du tournoi | Vainqueur         |
| ---------------------------------------------------- | ---------------------------- | ----------------- |
| Champion des champions 2019                          | 10 novembre 2019             | Neil Robertson    |
| Championnat du Royaume-Uni 2019                      | 8 décembre 2019              | Ding Junhui       |
| Masters 2020                                         | 19 janvier 2020              | Stuart Bingham    |
| Championnat du monde 2020                            | 16 août 2020                 | Ronnie O'Sullivan |
| Masters d'Europe 2020                                | 26 janvier 2020              | Neil Robertson    |
| Masters d'Allemagne 2020                             | 2 février 2020               | Judd Trump        |
| Grand Prix mondial 2020                              | 9 février 2020               | Neil Robertson    |
| Championnat des joueurs 2020                         | 1 mars 2020                  | Judd Trump        |
| Championnat de la ligue 2020                         | 5 mars 2020                  | Scott Donaldson   |
| Championnat de la ligue 2020 (2e épreuve)            | 11 juin 2020                 | Luca Brecel       |
| Championnat du circuit 2020                          | 26 juin 2020                 | Stephen Maguire   |
| Masters d'Europe 2020 (tournoi de septembre)         | 27 septembre 2020            | Mark Selby        |
| Championnat de la ligue de snooker 2020 (3e épreuve) | 30 octobre 2020              | Kyren Wilson      |
| Open d'Irlande du Nord 2019                          | 17 novembre 2019             | Judd Trump        |
| Open d'Écosse 2019                                   | 15 décembre 2019             | Mark Selby        |
| Open du pays de Galles 2020                          | 16 février 2020              | Shaun Murphy      |
| Open d'Angleterre 2020                               | 18 octobre 2020              | Judd Trump        |
| Championnat du monde 2020 (finaliste)                | 16 août 2020                 | Kyren Wilson      |
| Open de Gibraltar 2020                               | 15 mars 2020                 | Judd Trump        |
| Snooker Shoot-Out 2020                               | 23 février 2020              | Michael Holt      |
| Championnat du monde seniors 2020                    | 22 août 2020                 | Jimmy White       |
| Classement général                                   | 27 septembre 2020            | Mark Allen        |
| Classement général                                   | 16 octobre 2020              | John Higgins      |
| Classement général                                   | 30 octobre 2020              | David Gilbert     |

|  | Le joueur s'était déjà qualifié en gagnant un autre tournoi |

## Tableau
|  | Demi-finales du groupe (1er tour) au meilleur des 7 manches | Demi-finales du groupe (1er tour) au meilleur des 7 manches | Demi-finales du groupe (1er tour) au meilleur des 7 manches |    |                | Finale du groupe (Quarts de finale) au meilleur des 11 manches | Finale du groupe (Quarts de finale) au meilleur des 11 manches | Finale du groupe (Quarts de finale) au meilleur des 11 manches |   |  | Demi-finales au meilleur des 11 manches | Demi-finales au meilleur des 11 manches | Demi-finales au meilleur des 11 manches |   |  | Finale au meilleur des 19 manches | Finale au meilleur des 19 manches | Finale au meilleur des 19 manches |
|  |                                                             |                                                             |                                                             |    |                |                                                                |                                                                |                                                                |   |  |                                         |                                         |                                         |   |  |                                   |                                   |                                   |
|  |                                                             | Neil Robertson                                              | 4                                                           |    |                |                                                                |                                                                |                                                                |   |  |                                         |                                         |                                         |   |  |                                   |                                   |                                   |
|  |                                                             | Jimmy White                                                 | 0                                                           |    |                |                                                                |                                                                |                                                                |   |  |                                         |                                         |                                         |   |  |                                   |                                   |                                   |
|  |                                                             | Jimmy White                                                 | 0                                                           |    | Neil Robertson | 6                                                              |                                                                |                                                                |   |  |                                         |                                         |                                         |   |  |                                   |                                   |                                   |
|  | Groupe 1 (2 Novembre)                                       |                                                             |                                                             |    | Neil Robertson | 6                                                              |                                                                |                                                                |   |  |                                         |                                         |                                         |   |  |                                   |                                   |                                   |
|  |                                                             |                                                             | Ding Junhui                                                 | 4  |                |                                                                |                                                                |                                                                |   |  |                                         |                                         |                                         |   |  |                                   |                                   |                                   |
|  |                                                             | John Higgins                                                | Ding Junhui                                                 | 4  | 3              |                                                                |                                                                |                                                                |   |  |                                         |                                         |                                         |   |  |                                   |                                   |                                   |
|  |                                                             | John Higgins                                                |                                                             |    | 3              |                                                                |                                                                |                                                                |   |  |                                         |                                         |                                         |   |  |                                   |                                   |                                   |
|  |                                                             | Ding Junhui                                                 | 4                                                           |    |                |                                                                |                                                                |                                                                |   |  |                                         |                                         |                                         |   |  |                                   |                                   |                                   |
|  |                                                             |                                                             |                                                             |    |                |                                                                |                                                                | Neil Robertson                                                 | 6 |  |                                         |                                         |                                         |   |  |                                   |                                   |                                   |
|  |                                                             |                                                             |                                                             |    |                |                                                                |                                                                |                                                                | 6 |  |                                         |                                         |                                         |   |  |                                   |                                   |                                   |
|  |                                                             |                                                             | Mark Selby                                                  | 5  |                |                                                                |                                                                |                                                                |   |  |                                         |                                         |                                         |   |  |                                   |                                   |                                   |
|  |                                                             | Kyren Wilson                                                | Mark Selby                                                  | 5  | 4              |                                                                |                                                                |                                                                |   |  |                                         |                                         |                                         |   |  |                                   |                                   |                                   |
|  |                                                             | Kyren Wilson                                                |                                                             |    | 4              |                                                                |                                                                |                                                                |   |  |                                         |                                         |                                         |   |  |                                   |                                   |                                   |
|  |                                                             | Stephen Maguire                                             | 1                                                           |    |                |                                                                |                                                                |                                                                |   |  |                                         |                                         |                                         |   |  |                                   |                                   |                                   |
|  |                                                             | Stephen Maguire                                             | 1                                                           |    | Kyren Wilson   | 5                                                              |                                                                |                                                                |   |  |                                         |                                         |                                         |   |  |                                   |                                   |                                   |
|  | Groupe 4 (4 Novembre)                                       |                                                             |                                                             |    | Kyren Wilson   | 5                                                              |                                                                |                                                                |   |  |                                         |                                         |                                         |   |  |                                   |                                   |                                   |
|  |                                                             |                                                             | Mark Selby                                                  | 6  |                |                                                                |                                                                |                                                                |   |  |                                         |                                         |                                         |   |  |                                   |                                   |                                   |
|  |                                                             | Luca Brecel                                                 | Mark Selby                                                  | 6  | 2              |                                                                |                                                                |                                                                |   |  |                                         |                                         |                                         |   |  |                                   |                                   |                                   |
|  |                                                             | Luca Brecel                                                 |                                                             |    | 2              |                                                                |                                                                |                                                                |   |  |                                         |                                         |                                         |   |  |                                   |                                   |                                   |
|  |                                                             | Mark Selby                                                  | 4                                                           |    |                |                                                                |                                                                |                                                                |   |  |                                         |                                         |                                         |   |  |                                   |                                   |                                   |
|  |                                                             |                                                             |                                                             |    |                |                                                                |                                                                |                                                                |   |  |                                         |                                         | Neil Robertson                          | 6 |  |                                   |                                   |                                   |
|  |                                                             |                                                             |                                                             |    |                |                                                                |                                                                |                                                                |   |  |                                         |                                         |                                         | 6 |  |                                   |                                   |                                   |
|  |                                                             |                                                             | Mark Allen                                                  | 10 |                |                                                                |                                                                |                                                                |   |  |                                         |                                         |                                         |   |  |                                   |                                   |                                   |
|  |                                                             | Judd Trump                                                  | Mark Allen                                                  | 10 | 4              |                                                                |                                                                |                                                                |   |  |                                         |                                         |                                         |   |  |                                   |                                   |                                   |
|  |                                                             | Judd Trump                                                  |                                                             |    | 4              |                                                                |                                                                |                                                                |   |  |                                         |                                         |                                         |   |  |                                   |                                   |                                   |
|  |                                                             | Stuart Bingham                                              | 0                                                           |    |                |                                                                |                                                                |                                                                |   |  |                                         |                                         |                                         |   |  |                                   |                                   |                                   |
|  |                                                             | Stuart Bingham                                              | 0                                                           |    | Judd Trump     | 6                                                              |                                                                |                                                                |   |  |                                         |                                         |                                         |   |  |                                   |                                   |                                   |
|  | Groupe 3 (3 Novembre)                                       |                                                             |                                                             |    | Judd Trump     | 6                                                              |                                                                |                                                                |   |  |                                         |                                         |                                         |   |  |                                   |                                   |                                   |
|  |                                                             |                                                             | David Gilbert                                               | 3  |                |                                                                |                                                                |                                                                |   |  |                                         |                                         |                                         |   |  |                                   |                                   |                                   |
|  |                                                             | Shaun Murphy                                                | David Gilbert                                               | 3  | 2              |                                                                |                                                                |                                                                |   |  |                                         |                                         |                                         |   |  |                                   |                                   |                                   |
|  |                                                             | Shaun Murphy                                                |                                                             |    | 2              |                                                                |                                                                |                                                                |   |  |                                         |                                         |                                         |   |  |                                   |                                   |                                   |
|  |                                                             | David Gilbert                                               | 4                                                           |    |                |                                                                |                                                                |                                                                |   |  |                                         |                                         |                                         |   |  |                                   |                                   |                                   |
|  |                                                             |                                                             |                                                             |    |                |                                                                |                                                                | Judd Trump                                                     | 1 |  |                                         |                                         |                                         |   |  |                                   |                                   |                                   |
|  |                                                             |                                                             |                                                             |    |                |                                                                |                                                                |                                                                | 1 |  |                                         |                                         |                                         |   |  |                                   |                                   |                                   |
|  |                                                             |                                                             | Mark Allen                                                  | 6  |                |                                                                |                                                                |                                                                |   |  |                                         |                                         |                                         |   |  |                                   |                                   |                                   |
|  |                                                             | Mark Allen                                                  | Mark Allen                                                  | 6  | 4              |                                                                |                                                                |                                                                |   |  |                                         |                                         |                                         |   |  |                                   |                                   |                                   |
|  |                                                             | Mark Allen                                                  |                                                             |    | 4              |                                                                |                                                                |                                                                |   |  |                                         |                                         |                                         |   |  |                                   |                                   |                                   |
|  |                                                             | Scott Donaldson                                             | 3                                                           |    |                |                                                                |                                                                |                                                                |   |  |                                         |                                         |                                         |   |  |                                   |                                   |                                   |
|  |                                                             | Scott Donaldson                                             | 3                                                           |    | Mark Allen     | 6                                                              |                                                                |                                                                |   |  |                                         |                                         |                                         |   |  |                                   |                                   |                                   |
|  | Groupe 2 (5 Novembre)                                       |                                                             |                                                             |    | Mark Allen     | 6                                                              |                                                                |                                                                |   |  |                                         |                                         |                                         |   |  |                                   |                                   |                                   |
|  |                                                             |                                                             | Ronnie O'Sullivan                                           | 3  |                |                                                                |                                                                |                                                                |   |  |                                         |                                         |                                         |   |  |                                   |                                   |                                   |
|  |                                                             | Michael Holt                                                | Ronnie O'Sullivan                                           | 3  | 1              |                                                                |                                                                |                                                                |   |  |                                         |                                         |                                         |   |  |                                   |                                   |                                   |
|  |                                                             | Michael Holt                                                |                                                             |    | 1              |                                                                |                                                                |                                                                |   |  |                                         |                                         |                                         |   |  |                                   |                                   |                                   |
|  |                                                             | Ronnie O'Sullivan                                           | 4                                                           |    |                |                                                                |                                                                |                                                                |   |  |                                         |                                         |                                         |   |  |                                   |                                   |                                   |

## Finale
| Finale au meilleur des 19 manches Arbitre : Rob Spencer |                          |                            |
| Neil Robertson Australie                                | 6 - 10 ( - )             | Mark Allen Irlande du Nord |
| 3 121                                                   | Centuries Meilleur break | 4 119                      |
| Mark Allen remporte le Champion des champions 2020      |                          |                            |

## Centuries
- 141, 139, 121, 121, 115, 109, 108, 104, 101, 100  Neil Robertson
- 138, 119, 117, 112, 107, 103  Judd Trump
- 137, 137, 131  Mark Selby
- 130  Kyren Wilson
- 125, 119, 110, 105, 104, 102, 102, 101  Mark Allen
- 111  John Higgins
- 107  David Gilbert
- 107  Michael Holt